# Nationella säkerhetstjänsten

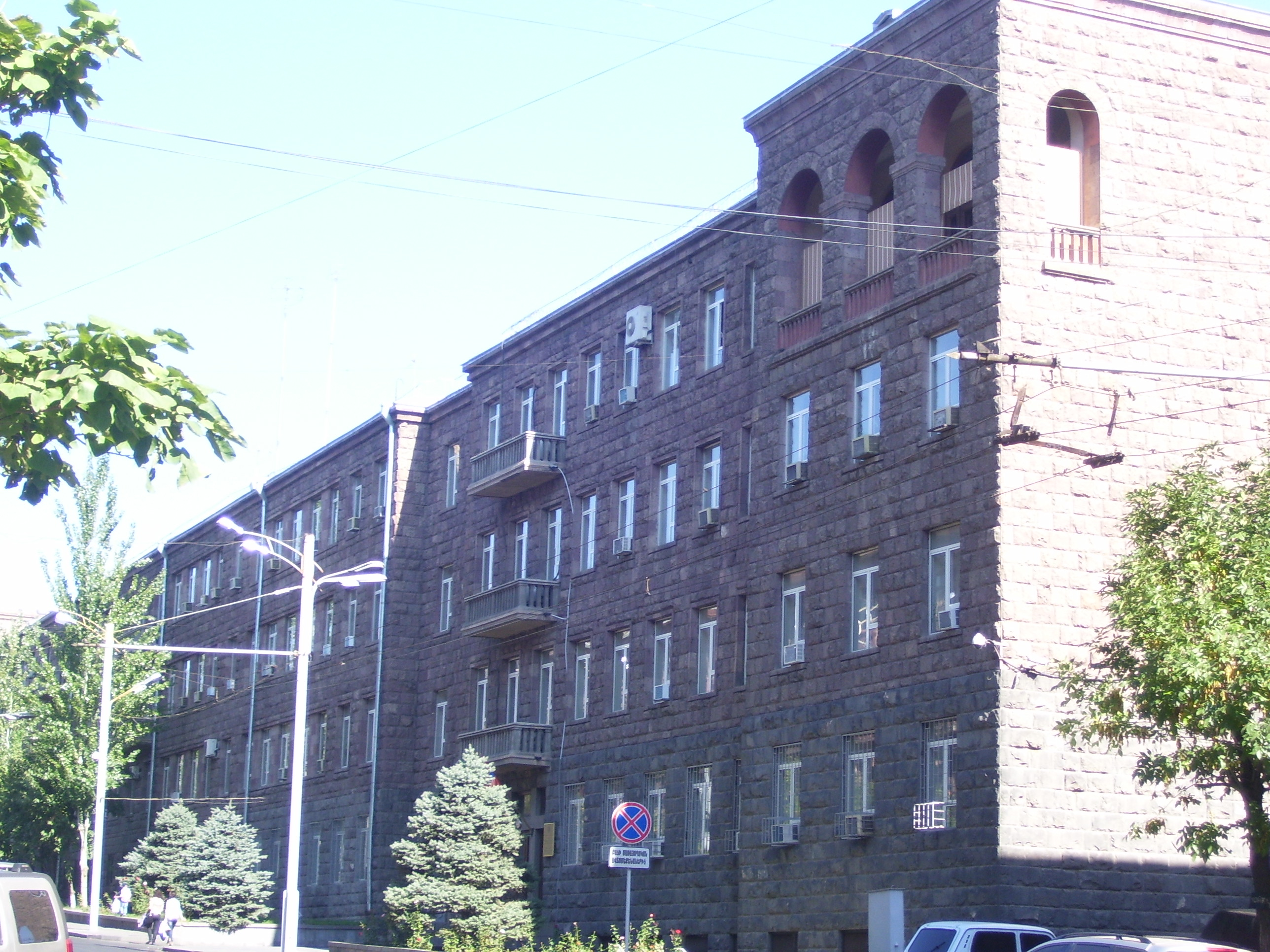
Nationella säkerhetstjänstens kontorshus

Nationella säkerhetstjänsten (armeniska: Հայաստանի Հանրապետության Ազգային Անվտանգության Ծառայություն) är Armeniens statliga myndighet för landets säkerhet. Huvudkontoret ligger i distriktet Kentron i Jerevan.
Myndigheten upprättades i december 1992.